# All Rights Reversed
All Rights Reversed는 저작권 해제 또는 카피레프트 라이선스 상태를 나타내는 문구이다. 이는 원래 1910년 부에노스아이레스 조약에서 요구한 저작권 형식인 일반적인 저작권 고지 사항 "All Rights Reserved"(모든 권리 보유)에 대한 말장난이다. "All Rights Reversed"(때때로 rites로 철자됨)는 저자 그레고리 힐이 1960년대 후반의 Principia Discordia의 무료 재인쇄를 승인하기 위해 사용했다. 힐의 면책 조항에는 저작권 기호인 ©의 연극인 카슈루트 "Ⓚ"(칼리스티의 경우) 기호가 동반되었다.
"1984년 또는 1985년"에 프로그래머 돈 홉킨스는 리처드 스톨먼에게 "Copyleft—all right reversed"라는 제목의 편지를 보냈다. 스톨먼은 자신의 자유 소프트웨어 배포 방법을 식별하기 위해 이 문구를 선택했다. 종종 저작권 기호의 반대 버전이 동반된다. 즉, 이러한 사용은 자유 소프트웨어 재단에 의해 법적으로 위험한 것으로 간주된다.
"All Rights Reversed", 동음이의어인 "All Rites Reversed" 및 "카피레프트" 기호는 미디어(또는 일반적으로 저작권이 보호될 수 있는 기타 자료)를 출판하거나 생산하는 사람들 사이에서 "이건 저작권이 없다. 마음대로 하라."의 의미로, 또 그리고 "카피레프트" 자료의 복제와 사용을 장려하는 영리한 수단으로 사용되는 경우가 있다.